# Europese kampioenschappen boksen mannen 2015
De Europese kampioenschappen boksen 2015 vonden plaats van 8 tot en met 15 augustus 2015 in Samokov, Bulgarije. Het door de EUBC georganiseerde toernooi was de 41e editie van de Europese kampioenschappen boksen voor mannen. Er werd door 241 boksers uit 37 landen gestreden in tien gewichtscategorieën.

## Medailles
| Gewichtsklasse              | Goud                | Zilver           | Brons                                         |
| --------------------------- | ------------------- | ---------------- | --------------------------------------------- |
| Lichtvlieggewicht (– 49 kg) | Vasilii Egorov      | Harvey Horn      | Tinko Banabakov Rufat Huseynov                |
| Vlieggewicht (– 52 kg)      | Daniel Asenov       | Muhammad Ali     | Nandor Csoka Kelvin de la Nieve               |
| Bantamgewicht (– 56 kg)     | Michael Conlan      | Qais Ashfaq      | Francesco Maietta Aram Avagyan                |
| Lichtgewicht (– 60 kg)      | Joseph Cordina      | Otar Eranosyan   | Enrico Lacruz Elian Demitrov                  |
| Halfweltergewicht (– 64 kg) | Vitaly Dunaytsev    | Pat McCormack    | Dean Walsh Evaldas Petrauskas                 |
| Weltergewicht (– 69 kg)     | Eimantas Stanionis  | Pavel Kastramin  | Clarence Goyeram Bojang Youba Sissokho Ndiaye |
| Middengewicht (– 75 kg)     | Petr Khamukov       | Tomasz Jablonski | Kvachatadze Zaal Salvatore Cavallaro          |
| Halfzwaargewicht (– 81 kg)  | Joe Ward            | Peter Müllenberg | Hrvoje Sep Joshua Buatsi                      |
| Zwaargewicht (– 91 kg)      | Jevgeny Tisjtsjenko | Igor Jakubowski  | Tervel Pulev Nikolajs Grisunins               |
| Superzwaargewicht (+ 91 kg) | Filip Hrgović       | Florian Schulz   | Mihai Nistor Petar Belberov                   |

Bron: EUBC

## Medaillespiegel
| Plaats | Land                | Goud | Zilver | Brons | Totaal |
| 1      | Rusland             | 4    | 0      | 0     | 4      |
| 2      | Ierland             | 2    | 0      | 1     | 3      |
| 3      | Verenigd Koninkrijk | 1    | 4      | 1     | 6      |
| 4      | Bulgarije           | 1    | 0      | 4     | 5      |
| 5      | Kroatië             | 1    | 0      | 1     | 2      |
| 5      | Litouwen            | 1    | 0      | 1     | 2      |
| 7      | Polen               | 0    | 2      | 0     | 2      |
| 8      | Georgië             | 0    | 1      | 1     | 2      |
| 8      | Nederland           | 0    | 1      | 1     | 2      |
| 10     | Duitsland           | 0    | 1      | 0     | 1      |
| 10     | Wit-Rusland         | 0    | 1      | 0     | 1      |
| 12     | Spanje              | 0    | 0      | 2     | 2      |
| 12     | Italië              | 0    | 0      | 2     | 2      |
| 14     | Armenië             | 0    | 0      | 1     | 1      |
| 14     | Azerbeidzjan        | 0    | 0      | 1     | 1      |
| 14     | Hongarije           | 0    | 0      | 1     | 1      |
| 14     | Letland             | 0    | 0      | 1     | 1      |
| 14     | Roemenië            | 0    | 0      | 1     | 1      |
| 14     | Zweden              | 0    | 0      | 1     | 1      |
| Totaal | Totaal              | 10   | 10     | 20    | 40     |

Bron: EUBC